# Bells, Texas
Bells là một thị trấn thuộc quận Grayson, tiểu bang Texas, Hoa Kỳ. Năm 2010, dân số của thị trấn này là 1392 người.

## Dân số
- Dân số năm 2000: 1190 người.
- Dân số năm 2010: 1392 người.